# Anders Lee
Anders Lee (né le 3 juillet 1990 à Edina dans l'État du Minnesota aux États-Unis) est un joueur professionnel américain de hockey sur glace. Il évolue au poste de centre et de capitaine des Islanders de New York.

## Biographie

### Carrière en club
Repêché par les Islanders de New York au 152e rang au sixième tour lors du repêchage d'entrée dans la LNH 2009, Lee joue avec les Gamblers de Green Bay de l'United States Hockey League au cours de la saison 2009-2010. En 2010, il rejoint l'Université de Notre Dame et joue pour l'équipe de hockey du Fighting Irish de Notre Dame au championnat de la NCAA.
Après avoir joué trois saisons avec Notre Dame, il joue deux matchs vers la fin de la saison 2012-2013 avec les Islanders. À son premier match dans la LNH, il marque son premier but lors d'un match contre les Jets de Winnipeg le 2 avril 2013.
Le 4 octobre 2018, Anders Lee est nommé capitaine en remplacement de John Tavares qui a quitté pour l'équipe des Maple Leafs de Toronto.
Le 1er juillet 2019, il signe de nouveau avec les Islanders un contrat de sept ans d'un montant de 49 millions de dollars, soit une moyenne de sept millions de dollars par année.

### Carrière internationale
Il représente les États-Unis En équipe nationale lors des championnats du monde de 2015, 2017 et 2018.

## Statistiques

### En club
| Saison     | Équipe                       | Ligue      |     | Saison régulière | Saison régulière | Saison régulière | Saison régulière | Saison régulière |    | Séries éliminatoires | Séries éliminatoires | Séries éliminatoires | Séries éliminatoires | Séries éliminatoires |
| Saison     | Équipe                       | Ligue      | PJ  | B                | A                | Pts              | Pun              | PJ               | B  | A                    | Pts                  | Pun                  |                      |                      |
| 2009-2010  | Gamblers de Green Bay        | USHL       | 59  | 35               | 31               | 66               | 54               | 12               | 10 | 12                   | 22                   | 13                   |                      |                      |
| 2010-2011  | Fighting Irish de Notre Dame | CCHA       | 44  | 24               | 20               | 44               | 16               | -                | -  | -                    | -                    | -                    |                      |                      |
| 2011-2012  | Fighting Irish de Notre Dame | CCHA       | 40  | 17               | 17               | 34               | 24               | -                | -  | -                    | -                    | -                    |                      |                      |
| 2012-2013  | Fighting Irish de Notre Dame | CCHA       | 41  | 20               | 18               | 38               | 37               | -                | -  | -                    | -                    | -                    |                      |                      |
| 2012-2013  | Islanders de New York        | LNH        | 2   | 1                | 1                | 2                | 0                | -                | -  | -                    | -                    | -                    |                      |                      |
| 2013-2014  | Sound Tigers de Bridgeport   | LAH        | 54  | 22               | 19               | 41               | 83               | -                | -  | -                    | -                    | -                    |                      |                      |
| 2013-2014  | Islanders de New York        | LNH        | 22  | 9                | 5                | 14               | 14               | -                | -  | -                    | -                    | -                    |                      |                      |
| 2014-2015  | Sound Tigers de Bridgeport   | LAH        | 5   | 3                | 2                | 5                | 2                | -                | -  | -                    | -                    | -                    |                      |                      |
| 2014-2015  | Islanders de New York        | LNH        | 76  | 25               | 16               | 41               | 33               | 5                | 0  | 1                    | 1                    | 7                    |                      |                      |
| 2015-2016  | Islanders de New York        | LNH        | 80  | 15               | 21               | 36               | 51               | -                | -  | -                    | -                    | -                    |                      |                      |
| 2016-2017  | Islanders de New York        | LNH        | 81  | 34               | 18               | 52               | 56               | -                | -  | -                    | -                    | -                    |                      |                      |
| 2017-2018  | Islanders de New York        | LNH        | 82  | 40               | 22               | 62               | 44               | -                | -  | -                    | -                    | -                    |                      |                      |
| 2018-2019  | Islanders de New York        | LNH        | 82  | 28               | 23               | 51               | 58               | 8                | 1  | 3                    | 4                    | 8                    |                      |                      |
| 2019-2020  | Islanders de New York        | LNH        | 68  | 20               | 23               | 43               | 47               | 22               | 7  | 4                    | 11                   | 15                   |                      |                      |
| 2020-2021  | Islanders de New York        | LNH        | 27  | 12               | 7                | 19               | 12               | -                | -  | -                    | -                    | -                    |                      |                      |
| 2021-2022  | Islanders de New York        | LNH        | 76  | 28               | 18               | 46               | 34               | -                | -  | -                    | -                    | -                    |                      |                      |
| 2022-2023  | Islanders de New York        | LNH        | 82  | 28               | 22               | 50               | 50               | 6                | 1  | 0                    | 1                    | 12                   |                      |                      |
| 2023-2024  | Islanders de New York        | LNH        | 81  | 20               | 17               | 37               | 68               | 5                | 1  | 3                    | 4                    | 6                    |                      |                      |
| Totaux LNH | Totaux LNH                   | Totaux LNH | 759 | 260              | 193              | 453              | 467              | 46               | 10 | 11                   | 21                   | 48                   |                      |                      |

### En équipe nationale
| Année | Équipe     | Compétition          |    | PJ | B | A | Pts | Pun                |  | Résultat |
| 2015  | États-Unis | Championnat du monde | 10 | 1  | 4 | 5 | 2   | Médaille de bronze |  |          |
| 2017  | États-Unis | Championnat du monde | 8  | 5  | 3 | 8 | 10  | 5e place           |  |          |
| 2018  | États-Unis | Championnat du monde | 10 | 4  | 0 | 4 | 4   | Médaille de bronze |  |          |

## Trophées et honneurs personnels

### Ligue nationale de hockey
- 2023-2024 : remporte le trophée King-Clancy